# Tsukasa Shiotani
Tsukasa Shiotani (Komatsushima, 5. prosinca 1988.) japanski je nogometaš.

## Klupska karijera
Igrao je za Mito HollyHock i Sanfrecce Hiroshima.

## Reprezentativna karijera
Za japansku reprezentaciju igrao je 2014. godine. Odigrao je 2 utakmice.
S japanskom reprezentacijom Tsukasa Shiotani je igrao na Azijskom kupu 2015.

## Statistika
| Japan  | Japan | Japan |
| Godina | Nast. | Gol.  |
| ------ | ----- | ----- |
| 2014.  | 2     | 0     |
| Ukupno | 2     | 0     |

## Vanjske poveznice
- National Football Teams
- Japan National Football Team Database